# Felix Lian Khen Thang
Felix Lian Khen Thang (Gam Ngai, 25 de dezembro de 1959) é um clérigo de Mianmar e bispo católico romano de Kalay.
Felix Lian Khen Thang frequentou o seminário menor em Pyin U Lwin e estudou filosofia e teologia católica no seminário St. Joseph em Rangoon. Ao mesmo tempo, ele concluiu o bacharelado em psicologia na Rangoon State University em 1984. Foi ordenado sacerdote em 23 de fevereiro de 1990 e foi pároco em Saizang de 1990 a 1992. De 1992 a 1997 estudou direito canônico em Roma na Pontifícia Universidade Urbaniana e estudou no Colégio da Pontifícia Obra Missionária de São Pedro Apóstolo e na Pontifícia Academia Diplomática.
Em seguida, serviu no serviço diplomático da Santa Sé e foi Adido da Nunciatura Apostólica em Madagascar (1997-1998), Secretário da Nunciatura Apostólica em Bangladesh (1998-2001) e Secretário da Nunciatura Apostólica em Marrocos (2001-2004). Ele é secretário do bispo e chanceler da diocese de Hakha desde 2004.
Papa Bento XVI nomeou-o Bispo Auxiliar em Hakha e Bispo Titular de Fesseë em 3 de março de 2006. A consagração episcopal que lhe foi conferida pelo Núncio Apostólico na Tailândia, Singapura e Camboja e Delegado Apostólico em Mianmar, Laos, Malásia e Brunei Darussalam, Salvatore Pennacchio, em 6 de maio do mesmo ano; os co-consagradores foram Nicholas Mang Thang, Bispo de Hakha, e Paul Zingtung Grawng, Arcebispo de Mandalay.

Em 22 de maio de 2010 foi nomeado Bispo de Kalay e empossado em 29 de junho do mesmo ano. Felix Lian Khen Thang também é presidente da Conferência Episcopal de Mianmar (MCBC) desde 2014.